# 布勒索庫爾
布勒索庫爾是瑞士的城鎮，位於該國西北部，由汝拉州負責管轄，面積9.49平方公里，海拔高度536米，2010年人口416，七成人口信奉羅馬天主教，人口密度每平方公里44人。